# 涉水褲

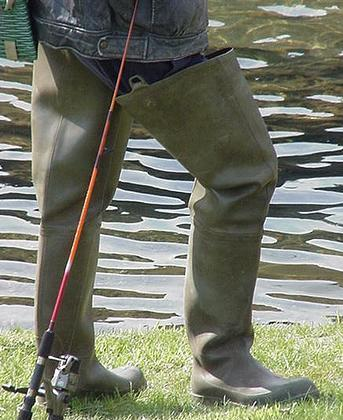
過膝長靴型式的涉水褲

涉水褲（waders）指高筒防水胶靴或從腳部延伸到胸部的防水连靴高腰裤，主要用来站立穿越深度少于普通人身高一半但超过小腿高度的较浅水体（溪流、浅滩、湿地、池塘等），常用于飞蝇钓等溪钓活动。傳統上由硫化橡膠製成，但有現代的PVC，氯丁橡膠和戈爾特斯等款式可作為選擇製作材料。

## 外部連結
维基共享资源上的相關多媒體資源：涉水褲